# June Foray
Pour les articles homonymes, voir Foray.

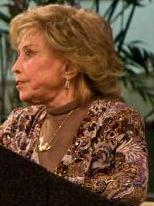
June Foray lors de son en 2007.

June Foray est une actrice américaine née le 18 septembre 1917 à Springfield (Massachusetts) et morte le 26 juillet 2017 à Los Angeles (Californie).
Elle est connue pour avoir prêté sa voix au personnage de Mémé dans la série des Looney Tunes.

## Biographie
June Foray est née sous le nom de June Lucille Forer, la deuxième d'une famille de trois enfants (son frère aîné Bertram et sa sœur Geraldine) à Springfield au Massachusetts le 18 septembre 1917 (certaines sources disent que son année de naissance serait 1919 ou 1920).
Sa voix a été enregistrée pour la première fois pour une saynète sur une radio locale lorsqu'elle était âgée de 12 ans. À 15 ans, elle faisait régulièrement des enregistrements pour cette radio. Deux ans plus tard, elle déménagea pour Los Angeles en Californie où elle devint rapidement une doubleuse reconnue par la radio, grâce à ses apparitions régulières aux côtés de Jimmy Durante et Danny Thomas. Son rôle le plus célèbre est celui de Mémé dans la version originale des Looney Tunes. Elle a reçu pour ce rôle un Annie Award dans la catégorie meilleure doubleuse d'une série télévisée pour son rôle dans Titi et Grosminet mènent l'enquête. En 2014, elle joue son dernier rôle de Rocky dans Rocky et Bullwinkle.
Elle décède le 26 juillet 2017 à Los Angeles (Californie) à l'âge de quatre-vingt-dix-neuf ans, deux mois avant son centième anniversaire.

## Prix et récompenses
- 1974 : Prix Inkpot
- 1988 : Prix humanitaire Bob Clampett

## Filmographie

### Années 1940
- 1943 : Red Hot Riding Hood de Tex Avery : Cigarette Girls
- 1943 : Hiss and Make Up : Mémé
- 1946 : The Lonesome Stranger : Little Orphan Fanny

### Années 1950
- 1950 : Cendrillon (Cinderella) : Lucifer
- 1952 : Let's Stick together : Spike's wife, various kids
- 1952 : Donald et la Sorcière (Trick or Treat) : Hazel the Witch
- 1953 : Peter Pan : Mermaid, Squaw
- 1953 : Le Week-end de papa (Father's Week-end) : Mrs. Geef, Junior
- 1953 : Hare Trimmed : Mémé
- 1953 : A Street Cat Named Sylvester : Mémé
- 1954 : L'Agenda de Donald (Donald's Diary) : Voice nagging Donald about chores
- 1954 : Bewitched Bunny : Witch Hazel
- 1954 : Real Gone Woody : Winnie Woodpecker
- 1954 : Sabaka : Marku Ponjoy, High Priestess of Sabaka
- 1954 : Pet Peeve (La Guerre des Trois) de William Hanna et Joseph Barbera : Woman
- 1955 : Mouse for Sale de William Hanna et Joseph Barbera : Woman
- 1955 : This Is a Life? : Mémé
- 1955 : Andy's Gang (série télévisée) : Midnight, the cat, Old Grandie, the witch
- 1955 : Red Riding Hoodwinked : Mémé
- 1956 : Tom et la Sorcière volante (The Flying Sorceress) : Tom's mistress, Witch
- 1956 : Broom-Stick Bunny : Witch Hazel
- 1956 : Get Lost (en) : Knothead and Splinter
- 1956 : Mixed Master : Alice
- 1956 : Rocket-bye Baby de Chuck Jones : Hospital P.A., Martha Wilbur, Old Lady
- 1956 : A Star Is Bored : Lolly
- 1956 : Élémentaire, mon cher (Deduce, You Say) : Shropshire Slasher's Mother
- 1956 : Red Riding Hoodlum : Knothead and Splinter
- 1956 : The Honey-Mousers : Alice Crumden
- 1957 : Hemo the Magnificent (TV) : Deer
- 1957 : Tweety and the Beanstalk
- 1957 : The Unbearable Salesman (en) de Paul J. Smith : Knothead and Splinter
- 1957 : International Woodpecker : Knothead, Splinter
- 1957 : Le Woody Woodpecker Show (série télévisée) : Splinter, Knothead
- 1957 : Rabbit Romeo : Millicent
- 1958 : Hare-Less Wolf : Mrs. Wolf
- 1958 : A Pizza Tweety-Pie de Friz Freleng : Mémé, Spaghetti Bird
- 1958 : A Waggily Tale
- 1958 : The Vanishing Duck de William Hanna et Joseph Barbera : Joan
- 1958 : Dog Tales : Bassett hound
- 1958 : A Bird in a Bonnet : Mémé
- 1958 : The Bongo Punch
- 1959 : Mouse-Placed Kitten : Matilda, Junior's Mistress
- 1959 : Really Scent : Narrator
- 1959 : A Broken Leghorn : Miss Prissy, Hens
- 1959 : A Witch's Tangled Hare : Witch Hazel
- 1959 : Rocky and His Friends (série télévisée) : Rocket J. Squirrel\Natasha Fatale\Various
- 1959 : La Charge des Cosaques (Agi Murad il diavolo bianco) : English dubbing voice

### Années 1960
- 1960 : Stop! Look! and Laugh! : Cinderella
- 1960 : Le Bugs Bunny Show (série télévisée) : Mémé, Witch Hazel
- 1960 : Trip for Tat : Mémé
- 1961 : Yogi l'ours (The Yogi Bear Show) (série télévisée)
- 1961 : The Bullwinkle Show (série télévisée) : Rocket 'Rocky' J. Squirrel, Natasha Fatale, Nell Fenwick
- 1961 : The Last Hungry Cat : Mémé
- 1961 : The Alvin Show (série télévisée) : Mrs. Frumpington (1961)
- 1962 : Quackodile Tears
- 1962 : Honey's Money : The Wealthy Widow
- 1962 : Titi à réaction : Mémé
- 1962 : Les Jetson (The Jetsons) (série télévisée) : Additional Voices
- 1963 : Fractured Flickers (série télévisée) : Voices
- 1963 : Beetle Bailey and His Friends (série télévisée)
- 1964 : Hawaiian Aye Aye : Mémé
- 1964 : Hoppity Hooper (série télévisée) : Rocky
- 1964 : Famous Adventures of Mr. Magoo (série télévisée)
- 1965 : Duel Personality : Tom, Jerry
- 1965 : Of Feline Bondage : Jerry, Fairy Godmouse
- 1965 : The Cat's Me-Ouch
- 1965 : Ah, Sweet Mouse-Story of Life
- 1965 : The Year of the Mouse
- 1965 : Three Little Woodpeckers
- 1965 : Tom and Jerry (série télévisée) : Witch, " The Flying Sorceress" segment
- 1966 : Ma sorcière mal-aimée (A-Haunting We Will Go) : Witch Hazel
- 1966 : Death of a Salesman (TV) : Jenny
- 1966 : The Man Called Flintstone : Tanya Malichite
- 1966 : The Super 6 (série télévisée)
- 1966 : The Road Runner Show (série télévisée) : Various Characters
- 1966 : Unsafe and Seine : Woman at Pub
- 1967 : Off to See the Wizard (série télévisée) : Dorothy
- 1967 : Georges de la jungle (série télévisée) : Ursula, Marigold
- 1967 : Super President (série télévisée)
- 1967 : Congratulations It's Pink
- 1968 : Le Ball and Chain Gang : Edna, mother
- 1968 : The Bugs Bunny/Road Runner Hour (série télévisée) : Various Characters
- 1968 : Hawks and Doves : Roland's mom, Rattfink's mom
- 1968 : The Little Drummer Boy (TV) : Aaron's Mother
- 1969 : French Freud
- 1969 : Flying Feet : Roland's Mom
- 1969 : The Dudley Do-Right Show (série télévisée) : Nell Fenwick
- 1969 : The Pogo Special Birthday Special (TV) : Pogo Possum, Mam'selle Hepzibah
- 1969 : La Panthère rose ("The Pink Panther Show") (série télévisée)
- 1969 : Here Comes the Grump (série télévisée)
- 1969 : Frosty the Snowman (TV) : Teacher, Karen, Additional Voices

### Années 1970
- 1970 : Horton Hears a Who! (TV) : Cindy Lou Who and Jane Kangaroo
- 1970 : Dad, Can I Borrow the Car? (TV) : Various Characters
- 1970 : The Phantom Tollbooth : Ralph, Reason
- 1971 : Femmes de médecins (Doctors' Wives) de George Schaefer : voix diverses
- 1971 : Curiosity Shop (série télévisée)
- 1973 : The Cricket in Times Square (TV) : La mère
- 1974 : These Are the Days (série télévisée)
- 1975 : Yankee Doodle Cricket (TV)
- 1975 : Le Livre de la jungle (TV) : Mackah
- 1975 : Rikki-Tikki-Tavi (TV) : Nagaina le Cobra, la femme de Nag, la mère de Teddy, la femme de Darzee
- 1976 : The Sylvester & Tweety Show (série télévisée) : Plusieurs personnages
- 1976 : La Panthère rose (série télévisée) : Plusieurs personnages
- 1977 : Flush : Belle Chance
- 1977 : Bugs Bunny's Easter Special (TV) : Mémé
- 1978 : The Fabulous Funnies (série télévisée) : Hilda, Oola, Hans, Fritz, Sluggo
- 1978 : Bugs Bunny's Howl-Oween Special (TV) : Sorcière Hazel
- 1979 : Le Maître du temps (série télévisée) : Clyde, Martha Claus
- 1979 : The Bugs Bunny Mother's Day Special (TV) : Mémé
- 1979 : Raggedy Ann and Andy in The Pumpkin Who Couldn’t Smile (TV) : Tante Agatha
- 1979 : Bugs Bunny's Looney Christmas Tales (TV) : Clyde, Mrs. Claus

### Années 1980
- 1980 : Scruffy : Duchesse
- 1980 : The Incredible Book Escape (TV)
- 1980 : The Trouble with Miss Switch (TV) : Bathsheba, Saturna
- 1980 : Les Entrechats (Heathcliff) (série télévisée) : Grandma (1980-1982)
- 1981 : Spider-Man and His Amazing Friends (série télévisée) : Aunt May Parker
- 1981 : Faeries (TV) : Hag
- 1981 : Les Schtroumpfs (The Smurfs) (série télévisée) : Schtroumpf Farceur, Mère Nature
- 1981 : Le Monde fou, fou, fou de Bugs Bunny (The Looney, Looney, Looney Bugs Bunny Movie) : Mémé
- 1982 : Miss Switch to the Rescue (TV) : Bathsheba, Saturna
- 1982 : The Incredible Hulk (en) (série télévisée) : Rita
- 1982 : Les Mille et un contes de Bugs Bunny (Bugs Bunny's 3rd Movie: 1001 Rabbit Tales) : Mémé, Goldimouse, Mrs. Sylvester, Mrs. Elvis Gorilla, la mère de Jack
- 1983 : L'Île fantastique de Daffy Duck (Daffy Duck's Movie: Fantastic Island) : Mémé
- 1985 : The Bugs Bunny/Looney Tunes Comedy Hour (série télévisée) : Plusieurs personnages
- 1985 : Les Gummi ("The Gummi Bears") (série télévisée) : Mémé
- 1986 : The Bugs Bunny and Tweety Show (série télévisée) : Plusieurs personnages
- 1987 : Scooby-Doo Meets the Boo Brothers (TV) : Sorcière
- 1987-1989 : La Bande à Picsou ("DuckTales") (série télévisée) : Mrs. Featherby, Miss Tick
- 1988 : Qui veut la peau de Roger Rabbit (Who Framed Roger Rabbit) de Robert Zemeckis : Wheezy, Toon Hag
- 1988 : Little Nemo: Adventures in Slumberland : Librarian
- 1988 : Scooby-Doo (série télévisée) : Voix additionnelles
- 1988 : Denver, le dernier dinosaure ("Denver, the Last Dinosaur") (série télévisée) : Bertha
- 1988 : SOS Daffy Duck : plusieurs personnages

### Années 1990
- 1990 : Merrie Melodies: Starring Bugs Bunny and Friends (série télévisée) : Various Characters
- 1990 : Junior le terrible (Problem Child) : Puppet
- 1990 : La Bande à Picsou, le film : Le Trésor de la lampe perdue (DuckTales: The Movie - Treasure of the Lost Lamp) : Mrs. Featherby
- 1990 : Les Simpson (TV) : la gardienne d'enfant (épisode : Une soirée d'enfer)
- 1991 : Danger Team (TV) : Voice of Nit
- 1991 : Bugs Bunny's Overtures to Disaster (TV) : Guest star
- 1991 : Garfield Gets a Life (TV) : Mona, Librarian
- 1991 : Junior le terrible 2 (Problem Child 2) : Puppet
- 1992 : Adventures in Odyssey (vidéo) : Evelynn Heartbreak
- 1992 : Boris et Natasha : Madame orthographe
- 1993 : I Yabba-Dabba Do! (TV) : Voix additionnelles
- 1994 : Poucelina : Reine Tabitha
- 1995 : That's Warner Bros.! (série télévisée) : Plusieurs personnages
- 1995 : Les Tiny Toons (série télévisée) : Sorcière Hazel
- 1995 : Titi et Grosminet mènent l'enquête (série télévisée) : Mémé
- 1996 : The Bugs n' Daffy Show (série télévisée) : Plusieurs personnages
- 1996 : Le Laboratoire de Dexter (série télévisée) : La Grande Pretresse Darbie
- 1996 : Space Jam : Mémé
- 1997 : Father of the Bird : Cornbread
- 1997 : Redux Riding Hood : Grand-mère
- 1998 : Mulan : Grand-mère Fa
- 1999 : The Rocky and Bullwinkle Show : Milkmaid

### Années 2000
- 2000 : Les Aventures de Rocky et Bullwinkle (The Adventures of Rocky & Bullwinkle) de Des McAnuff : Rocket J. 'Rocky' Squirrel, Natasha Fatale, la mère du narrateur
- 2000 : Titi et le Tour du monde en 80 chats (Tweety's High Flying Adventure) (vidéo) : Mémé
- 2002 : Boobie Girl : Narrator
- 2002 : Mickey, le club des méchants (vidéo) : Sorcière Hazel (segment "Donald et la Sorcière")
- 2002 : Baby Looney Tunes (série télévisée) : Mémé
- 2003 : Looney Tunes: Stranger Than Fiction (vidéo) : Mémé, Sorcière Hazel
- 2003 : Looney Tunes: Reality Check (vidéo) : Mémé
- 2003 : Les Looney Tunes passent à l'action (Looney Tunes: Back in Action) : Mémé
- 2004 : Mulan 2 : La Mission de l'Empereur (vidéo) : Grand-mère Fa
- 2005 : Reaper Madness : Mémé